# Chrysodiplosis pulchricornis
Chrysodiplosis pulchricornis är en tvåvingeart som beskrevs av Jean-Jacques Kieffer 1911. Chrysodiplosis pulchricornis ingår i släktet Chrysodiplosis och familjen gallmyggor. Inga underarter finns listade i Catalogue of Life.